# فيلاغرين
الفيلاغرين هو بروتين مرتبط بالخيوط ويرتبط بألياف الكيراتين في الخلايا الظهارية. يتم تحليل ما بين عشرة إلى اثني عشر وحدة فيلاجرين بعد الترجمة من بروتين سلائف بروفلاغرين كبير أثناء التمايز النهائي للخلايا البشروية. في البشر، يتم ترميز البروفيلاغرين بواسطة جين FLG، وهو جزء من عائلة البروتين المندمج من النوع S100 (SFTP) ضمن مجمع التمايز الظهاري على الكروموسوم 1q 21. في الحيتانيات والخيلانيات، فقدت عائلة FLG وظيفتها، مع الاستثناء الغريب لأبقار البحر في المجموعة الأخيرة: لا تزال أبقار البحر تحتفظ ببعض جينات FLG الوظيفية.

## بروفيلاغرين
تتجمع جزيئات الفيلاغرين مترادفة في بروتين سلائف كبير يبلغ وزنه 350 كيلو دالتون يُعرف باسم بروفلاجرين. في البشرة، توجد هذه التراكيب في حبيبات الكيراتوهيالين في خلايا الطبقة الحبيبية. يخضع البروفيلاغرين للمعالجة البروتينية لإنتاج مونومرات الفيلاغرين الفردية عند الانتقال بين الطبقة الحبيبية والطبقة القرنية، والتي يمكن تسهيلها بواسطة الإنزيمات المعتمدة على الكالسيوم.

## تركيبته
يتميز الفيلاغرين بنقطة كهربائية عالية بشكل خاص بسبب الوجود المرتفع نسبيًا للهيستيدين في بنيته الأساسية. كما أنها منخفضة نسبيًا في الأحماض الأمينية المحتوية على الكبريت الميثيونين والسيستين.

## وظيفته
الفيلاغرين ضروري لتنظيم التوازن الداخلي للبشرة. داخل الطبقة القرنية، يمكن دمج جزيئات الفيلاغرين في الغلاف الدهني، وهو المسؤول عن وظيفة حاجز الجلد. بدلاً من ذلك، يمكن لهذه البروتينات التفاعل مع خيوط الكيراتين الوسيطة. يخضع الفيلاغرين لمزيد من المعالجة في الطبقة القرنية العليا لإطلاق الأحماض الأمينية الحرة التي تساعد في احتباس الماء.
تنسب بعض الدراسات دورًا مهمًا للفيلاغرين في الحفاظ على درجة الحموضة الفسيولوجية للجلد، من خلال آلية التحلل لتكوين الهيستيدين وحمض الترانس يوروكانيك لاحقًا. مع ذلك، فقد أظهر آخرون أن سلسلة حمض الفيلاغرين-الهيستيدين-اليوروكانيك ليست ضرورية لتحمض الجلد.

## الأهمية الطبية
الأفراد الذين لديهم طفرات في الجين المشفر للفيلاغرين لديهم استعداد قوي للإصابة بشكل حاد من جفاف الجلد، ومرض السمك الشائع، و/أو الإكزيما. لقد ثبت أن ما يقرب من 50% من جميع الحالات الشديدة من الإكزيما قد يكون لديها على الأقل جين فيلاغرين متحور واحد. لا يتم العثور على R501X و2284del4 بشكل عام في الأفراد غير القوقازيين، على الرغم من العثور على طفرات جديدة (3321delA وS2554X) تؤدي إلى تأثيرات مماثلة في السكان اليابانيين. كما أن الطفرات المبتورة R501X و2284del4 هي الطفرات الأكثر شيوعًا في السكان القوقازيين، حيث يحمل ما بين 7 إلى 10% من السكان القوقازيين نسخة واحدة على الأقل من هذه الطفرات.
تتفاعل الأجسام المضادة الذاتية في التهاب المفاصل الروماتويدي التي تتعرف على النمط الظاهري للببتيدات السيترولينية بشكل متبادل مع الفيلاغرين.
يبدو أن عيب الحاجز الموجود لدى حاملي الفيلاغرين الخالي من البروتين يؤدي أيضًا إلى زيادة قابلية الإصابة بالربو وتفاقمه. يعد نقص الفيلاغرين أحد أهم العوامل الوراثية التي تحدد الربو على مستوى الجينوم، إلى جانب المتغيرات التي تم العثور عليها والتي تنظم التعبير عن ORMDL3. في مرحلة الطفولة المبكرة، قد يزداد اختراق طفرات الفيلاغرين من خلال التعرض المنزلي للقطط.